# Giovanni Beleth
Giovanni Beleth, o Giovanni Beleto (in latino Johannes Belethus, in francese Jean Beleth; ... – Parigi, 1182 o 1185), è stato un teologo, filosofo e liturgista francese.
Possediamo scarsissime notizie biografiche su Giovanni Beleth. La cronaca di Alberico lo indica come appartenente alla chiesa di Amiens mentre Enrico de Gand lo riporta come il suo magister allo studium di Parigi.
Viene considerato uno dei quattro discepoli del Porretano.
Uno studio recente di Paolo Masini, mettendo assieme le scarse documentazioni sulla sua vita, indica negli anni 1160-64 l'arco cronologico in cui potrebbe essere avvenuta la redazione della Summa de ecclesiasticis officiis: l'opera più celebre del teologo e liturgista parigino.
Intorno al 1170, invece, avrebbe conosciuto Stefano Langton.
Gli anni '60 del XII secolo potrebbero essere, infine, il periodo del suo incarico di magister a Parigi.

## Summa de ecclesiasticis officiis
Lo sviluppo della sistematica scolastica influenzò, nel XII secolo, anche la trattatista liturgica. Il trattato Summa de ecclesiasticis officiis esprime questo desiderio di sistematicità nell'affrontare anche la Liturgia ma in esso sono ancora mescolati vari modi di interpretazione della materia in esame: allegorico-mistico, storico-letterale, ascetico.
L'opera, in parte, confluirà nella compilazione del Rationale di Guglielmo Durante.